# Île Saint-Ignace
L'Île Saint-Ignace est une grande île inhabitée du lac Supérieur, située au large de la rive nord du lac à l'entrée de la baie Nipigon, dans la province canadienne de l'Ontario. Le nom a été donné par les missionnaires jésuites en l'honneur de leur fondateur, Saint Ignace de Loyola. 
C'est la deuxième plus grande île lacustre du lac Supérieur, après l'Isle Royale, et la cinquième plus grande de l'ensemble des Grands Lacs, avec une superficie de 274 km2. 
Le détroit de Nipigon, 1,3 km de large, sépare à l'ouest la grande péninsule de Black Bay. Côté est, l'île Simpson n'est distante que de 500 m. 
L'Île Saint-Ignace est à environ 20 km au sud-est de la communauté la plus proche, Red Rock (Ontario). Le point culminant de l'île est à 569 m au dessus du niveau du lac.